# Petronila I de Aragón
Petronila de Aragón (Huesca, 29 de junio u 11 de agosto de 1136-Barcelona, 15 de octubre de 1173) fue hija del rey de Aragón Ramiro II quien al año de nacer la «donó» «por mujer, con todo el reino aragonés íntegro» al conde de Barcelona Ramón Berenguer IV, con quien se casó en 1150, titulándose a partir de entonces reina de Aragón y condesa de Barcelona. En 1164, dos años después de la muerte de su marido, hizo donación formal a su hijo primogénito (ahora llamado por primera vez Alfonso; en el testamento de Ramón Berenguer era llamado Ramón) de sus derechos sobre el reino de Aragón. Es objeto de debate entre los historiadores si fue reina efectiva de Aragón, teniendo presente que según el derecho sucesorio aragonés las mujeres no podían reinar, aunque sí podían transmitir la potestas regia.

## Biografía

### Nacimiento y esponsales con Ramón Berenguer IV
El rey Ramiro II de Aragón, proclamado rey por la nobleza aragonesa tras la muerte de su hermano Alfonso I el Batallador a principios de septiembre de 1134, renunció a su condición de eclesiástico para poder casarse con Inés de Poitou y tener un descendiente que heredara el trono («tomé esposa no por deseo de la carne, sino por la restauración de la sangre y de la estirpe», declaró en noviembre de 1137). Ramiro rondaba entonces los cincuenta años de edad. La boda se celebró en Jaca el 13 de noviembre de 1135 y el 11 de agosto del año siguiente nacía una niña, Petronila. Al no ser un varón Ramiro tuvo que planear rápidamente su futuro matrimonio, eligiendo entre la dinastía castellano-leonesa o la barcelonesa. Como ha señalado Ana Isabel Lapeña Paúl, «nació una niña y ello variaba sustancialmente las soluciones que debían buscarse. Era la primera vez que la sucesión aragonesa quedaba solo en manos femeninas. No había leyes escritas al respecto, pero sí existían lo que pueden considerarse unas pautas para resolver la situación. Las había fijado [en 1059] el primer rey de Aragón [Ramiro I] en el primero de los dos testamentos que otorgó. [...] Solo en el caso de que se agotara la estirpe, y esto era lo que sucedía en este momento, se contaba con la mujer para transmitir la potestas regia, pero sin que la ejerciera, ya que esta pasaba al marido que se le eligiese, por ello era necesario buscarle consorte».
Pocos días después de que hubiera nacido Petronila Ramiro se entrevistó en Alagón con el rey castellano-leonés Alfonso VII de León quien le convenció para que le rindiera vasallaje por el «Regnum Caesaraugustanum». En esa reunión se habló también del futuro de Petronila y de su posible matrimonio con el heredero castellano-leonés Sancho. «La idea de Alfonso era que Petronila fuese educada en la corte castellana y se prometiese más tarde con su heredero», ha señalado Percy Ernst Schramm. Según Jerónimo Zurita, citado por Josep-David Garrido Valls, Alfonso VII tomó a la niña Petronila (a la que rebautizó Urraca, el nombre de su madre) como garantía del pacto. La madre de Petronila Inés de Poitou, por su parte, volvió a Poitiers y acabó ingresando en la abadía de Fontevraud.
Frente a la candidatura de Sancho, heredero de Alfonso VII, una parte de la nobleza aragonesa y el propio rey Ramiro II apoyaron la opción del conde de Barcelona Ramón Berenguer IV. Según el acuerdo firmado en Barbastro el 11 de agosto de 1137 el rey Ramiro «donaba» su «hija por mujer, con todo el reino aragonés íntegro» (tocius regni Aragonensis integritate) a Ramón Berenguer y le encomendaba a «todos los hombres del reino bajo homenaje y juramento, para que te sean fieles toda tu vida... y por todas las cosas que les pertenecen, salvada la fidelidad hacia mí y a mi hija». Ramiro decía también «que si mi hija muriese, y tu sobrevivieses, tengas la donación del predicho reino libre e inmutable, sin ningún impedimento después de mi muerte». Terminaba diciendo «que yo, el predicho rey Ramiro, sea rey, señor y padre en el predicho reino y en todos tus condados [rex, dominus et pater in prephato regno et in totis comitatibus tuis] mientras a mi me plazca».
Dos semanas después, el 27 de agosto, el acuerdo era ratificado en la llamada «Confirmación de Ayerbe», y finalmente, el 13 de noviembre, Ramiro II, ansioso por volver a la vida monástica, culminaba el traspaso de poderes en la llamada «Renuncia de Zaragoza» en la que tras ratificar nuevamente la «donación» de su hija con todo el reino y su honor a Ramón Berenguer, Ramiro II declaraba «por libre voluntad» que a partir de aquel momento todos sus vasallos (homines), tanto los milites (nobles) como los clerici (clero) y los pedites (pueblo llano), tenían que obedecerle como a su rey (tanquam regi). Y para que no hubiera duda le donó todo lo que se había reservado en el documento de Barbastro. Eso y lo que le había donado antes lo había de tener Ramón Berenguer ad servicium meum et fidelitatem (sin mencionar en esta ocasión a su hija Petronila). Tras la abdicación Ramiro II se retiró al monasterio de San Pedro el Viejo de Huesca, manteniendo la dignidad real. «Allí vivió todavía diez años sin volver a intervenir en el curso de los acontecimientos», ha señalado Percy Ernst Schramm. Por su parte Ramón Berenguer a partir de entonces incluyó en sus documentos la fórmula regnante comes Barchinona in Aragon y se intituló princeps de Aragón, al que en ocasiones añadiría dominador de Aragón, aunque nunca se intituló rey.
En febrero de 1140 Ramon Berenguer IV se entrevistó con Alfonso VII en Carrión de los Condes. Allí le prestó homenaje por el Regnum Caesaraugustanum, renovando de esta forma el que le había hecho Ramiro II cuatro años antes, y ambos soberanos firmaron el Tratado de Carrión por el que acordaron repartirse el reino de Pamplona (aunque nunca llegó a realizarse). Se desconoce si trataron sobre el destino de Petronila —Urraca—, que seguía en la corte castellana, ¿con el consentimiento de Ramón Berenguer IV porque allí se encontraba su hermana Berenguela, casada con Alfonso VII?, se pregunta Josep-David Garrido Valls.

### Matrimonio con Ramón Berenguer IV

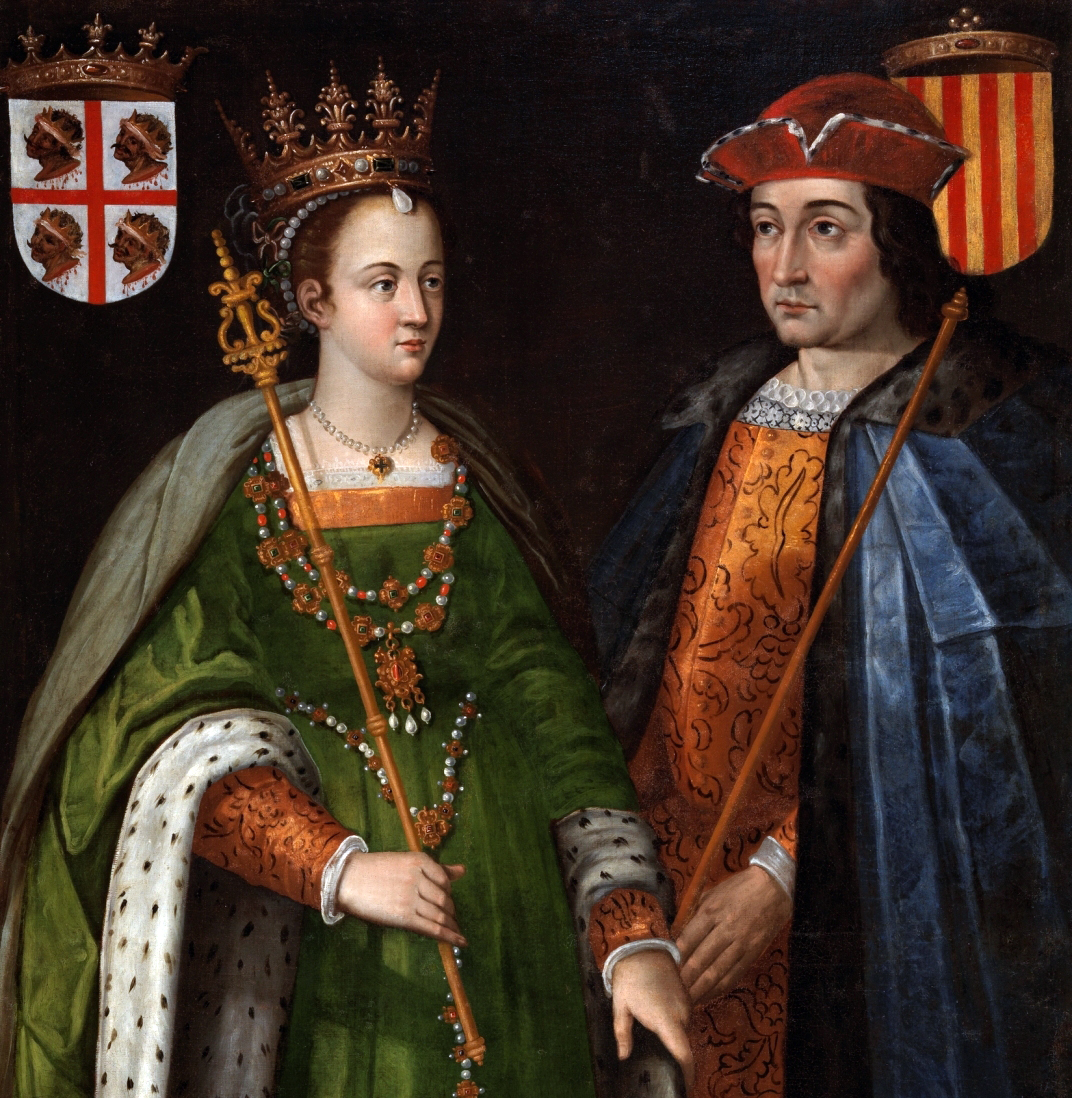
Retratos imaginarios de Ramon Berenguer IV y de Petronila. Es una copia de 1634 del original pintado por Felipe Ariosto en 1586 que formaba parte de la Colección de retratos de los reyes de Aragón encargada por la Diputación General de Aragón.

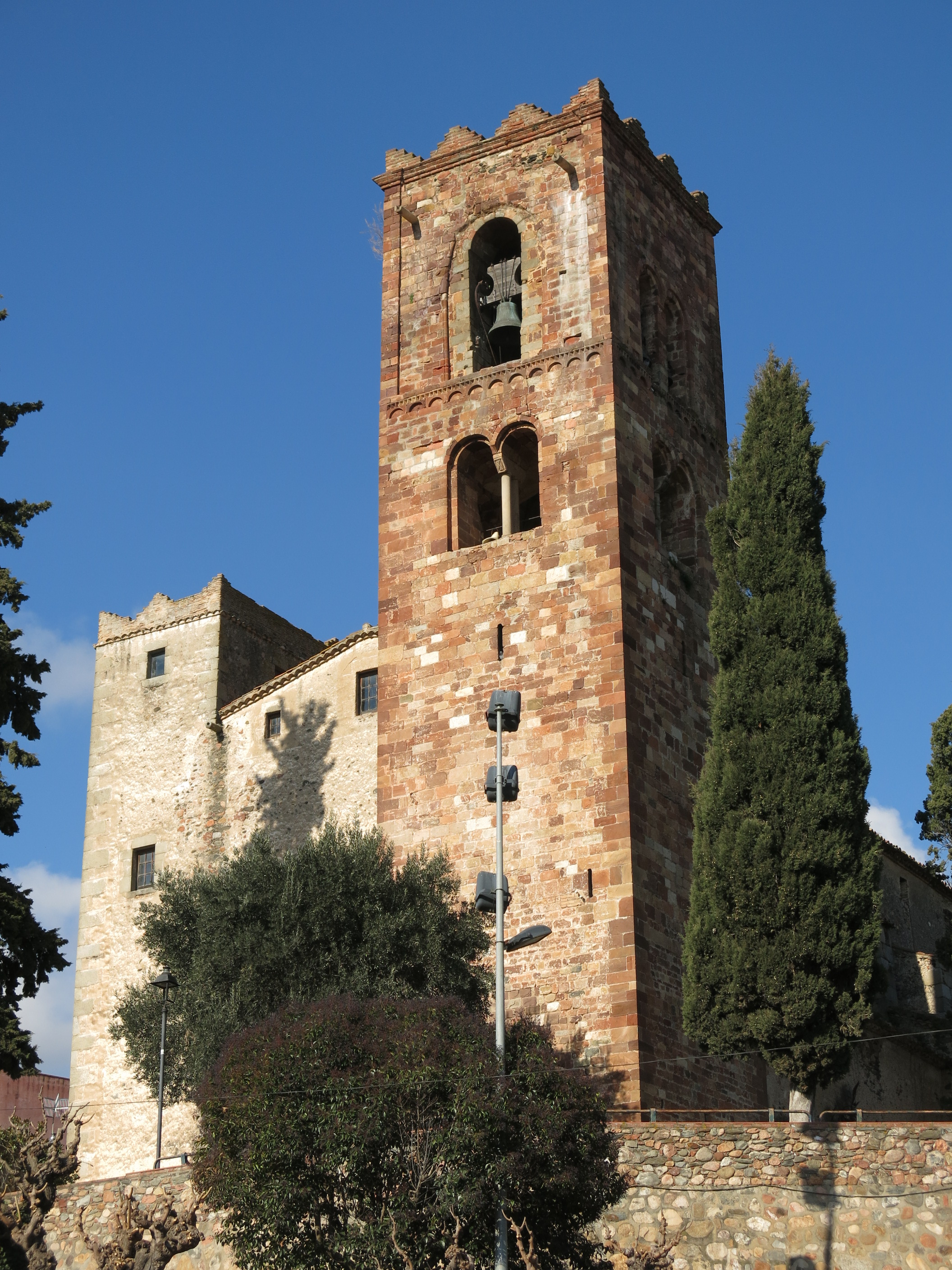
«Torre Roja» situada al lado de la iglesia de Sant Pere de Vilamajor y que hace las funciones de campanario. La «Torre Roja» es lo único que queda del palacio condal donde residieron Ramón Berenguer IV y su esposa Petronila.

La boda entre Petronila y Ramon Berenguer IV tuvo lugar en Lérida, recién conquistada, en el otoño de 1150 —se desconoce la fecha exacta del enlace—, tras cumplir aquella la edad canónica para contraer matrimonio, los catorce años edad (Ramón Berenguer tenía entonces treinta y siete años). Sin embargo, el año anterior pareció que no llegaría a realizarse el enlace porque los representantes de Ramón Berenguer firmaron en Pamplona el 1 de julio un documento por el que este se comprometía a casarse con Blanca, la hija mayor de rey de Pamplona García VI, antes del 29 de septiembre de 1150. «Desconocemos cuando, finalmente, Alfonso VII entregó a Petronila (Urraca en Castilla) a Ramon Berenguer IV... Llegado el 29 de septiembre de 1150 sin boda, ambos gobernantes [García VI y Ramon Berenguer] tuvieron las manos libres para pactar nuevos contratos matrimoniales...».
Aunque la donación de 1137 establecía que si Petronila moría antes que Ramón Berenguer este heredaría el reino de Aragón, se quiso disipar cualquier duda y cuando tuvo su primer embarazo (iacens et in partu laborans apud Barchinonam: 'encamada y con dolores de parto en Barcelona') Petronila hizo un testamento en abril de 1152 que preveía todas las posibilidades. En caso de que diera a luz a un varón, le dejaba el regnum Aragonense pero solo lo heredaría después de que su marido muriese, y le reservaba a este el imperio y la donatio. Si el niño moría sin sucesión directa el regnum pasaría a Ramón Berenguer. Sin embargo no hubo necesidad de estas previsiones porque en 1154 (o en 1158) Petronila dio a luz a un niño, al que siguieron dos hijos varones más. El hijo o la hija nacida en 1152 vivió muy poco tiempo.
Petronila y Ramon Berenguer, que tuvieron cinco hijos (por lo que Petronila se pasó embarazada la mayor parte de su vida conyugal), residieron con frecuencia en el palacio condal de San Pedro de Vilamajor, situado a unos kilómetros al norte Barcelona, trasladándose Petronila a menudo a la cercana Sant Celoni. Actualmente del palacio condal solo queda la «Torre Roja», torre de 25 m de altura, situada delante de la iglesia, de la que se cree que fue parte inferior de la torre de homenaje del antiguo castillo-palacio condal. Aquí se crio el futuro rey de Aragón y conde de Barcelona Alfonso II e incluso se creyó que había nacido en este lugar, aunque según el historiador aragonés Antonio Ubieto Arteta seguramente nació en Huesca.
Después de su matrimonio con Ramón Berenguer Petronila se intituló, además de condesa de Barcelona, reina de Aragón y como tal acompañó a su marido en algunas estancias en tierras aragonesas. Sin embargo, según Josep-David Garrido Valls, solo se conoce un único documento firmado por ella, junto a su esposo, con fecha de 1157. Se trata de la donación a la orden de los hospitalarios de los lugares de Remolinos, Sena y Sigena y el castillo de Algava, y cuando se conquisten de Cervera del Maestrat y de Cullera. Al final del documento, junto a la firma de Ramón Berenguer aparece: Signum + Peronelle, aragonenssium regine et comitisse barchinonensis. Este hecho ya lo destacó Próspero de Bofarull en 1836 cuando escribió que Ramón Berenguer «gobernó antes y despues [sic] de su matrimonio sin intervención alguna de Dª Petronila, por más que nunca se tituló sino Príncipe y Dominador de Aragón».
No obstante, recientemente (2024) Anaïs Waag ha encontrado un documento emitido por ella (probablemente en su condición de condesa de Barcelona, pues se trata de una donación a la catedral de Santa María de Tortosa) y seis más en que aparece su firma (signum) tras la de Ramón Berenguer, que es quien los emite (como ocurre con el referido por Josep-David Garrido Valls). Cuatro de estos últimos se refieren a donaciones en el reino de Aragón (en dos ellos se usa la tercera persona [«signum de su esposa, reina de Aragón» y «signum de la señora reina de Aragón y condesa de Barcelona»] lo que probablemente indica que actúa como testigo; pero en los otros dos se utiliza la primera [«Signum Petronila, reina de Aragón, que lo aprueba y confirma»; «Signum Petronila, reina de Aragón y condesa de Barcelona, que lo concede, aprueba y confirma»] lo que indicaría que su validación se considera crucial) y dos en el condado de Barcelona (en ambos aparece su signum). Según Waag, esta nueva documentación demostraría que Petronila ejerció cierto papel político en vida de su esposo.

### Últimos años (1162-1173)

Los territorios peninsulares de Ramón Berenguer IV cuando murió en 1162.

El 6 de agosto de 1162 moría Ramón Berenguer y en su testamento legaba el condado de Barcelona y el reino de Aragón a su primogénito Ramón, el futuro Alfonso el Casto, mientras que su hermano Pere, el futuro Ramón Berenguer IV de Provenza, recibía el condado de Cerdaña y los derechos sobre el vizcondado de Narbona y el vizcondado de Carcasona, reconociéndose vasallo del primogénito. Al tercer hijo, Sancho se le asignaba el papel de posible heredero de sus otros dos hermanos sin morían sin descendencia. A su esposa Petronila le dejó el condado de Besalú y el castillo de Ribes, para que viviera allí. Finalmente, dejó a sus hijos, todos ellos menores de edad, bajo la tutela de Enrique II, rey de Inglaterra, gran amigo suyo (Dimisit omnem suum honorem ac filios in bajulia, tuicione, defensione domini Enrici, Regis Angliae, dice el testamento ['Dejó todos su honores y sus hijos al cuidado, protección y defensa de señor Enrique, rey de Inglaterra']).

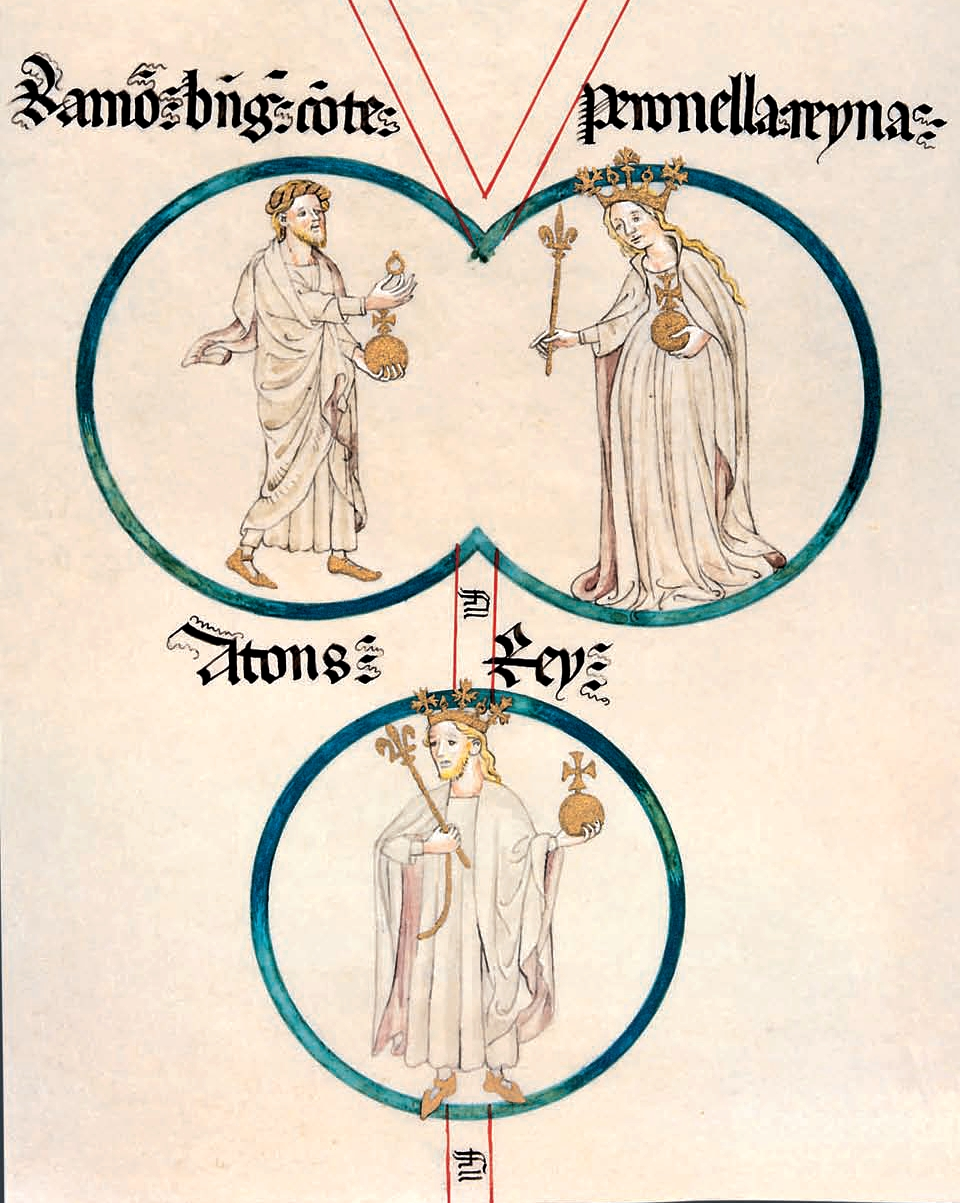
Genealogía elaborada en tiempos de Martín I el Humano (1396-1410) en la que aparece Ramon Berenguer IV (Ramon Berenguer: comte), portando el orbe, que ofrece el anillo a su esposa Petronila (Peronella: reyna) representada con atributos reales (corona, cetro y orbe), al igual que el hijo de ambos y sucesor, Alfonso (Afons: rey).

En octubre se reunió una asamblea en Huesca para dar a conocer públicamente el testamento sacramental de Ramón Berenguer. En el acta de la asamblea aparecen un total de 43 firmas (signa) y entre ellas la de Petronila. Anaïs Waag ha destacado que Petronila es la única que además valida el documento con su confirmación. En su signum se lee: «Signum Petronila, reina de Aragón y condesa de Barcelona, mujer del dicho conde, que [esto] apruebo y confirmo y corroboro con mi propia mano». Waag interpreta este hecho como una prueba de que Petronila «tuvo un papel crucial en la validación de esta sucesión» (de Ramón Berenguer por su hijo primogénito) al trono aragonés.
Ahora bien, Ramón Berenguer no especificó quien había de gobernar durante la minoría de edad de su primogénito Ramón, de cinco años de edad. Según la Gesta comitum barchinonensium quien ejerció la regencia durante los dos primeros años fue Ramón Berenguer III de Provenza, sobrino de Ramón Berenguer («lo qual comte R. Berenguer governà los ditos regne e comtats molt bé e profitosament II anys»: 'el cual conde R. Berenguer gobernó los dichos reino y condados muy bien y provechosamente dos años'). Sin embargo, según Joan-Ferran Cabestany, la tutela del conde de Provenza fue más bien honoraria y «en realidad la tutoría efectiva estaba en manos de la curia y de sus personajes más eminentes, es decir, Guillem Ramon de Montcada y Guillem Torroja. Son los que figuran en los documentos hasta las fechas de las muertes respectivas, 1173 y 1175». Por otro lado, Anaïs Waag ha encontrado un documento fechado en febrero de 1163 en el que aparece el signum de Petronila como testigo, lo que, según esta historiadora, «podría sugerir que Petronila estuvo involucrada en la regencia de Alfonso, tal como afirmaba Zurita».

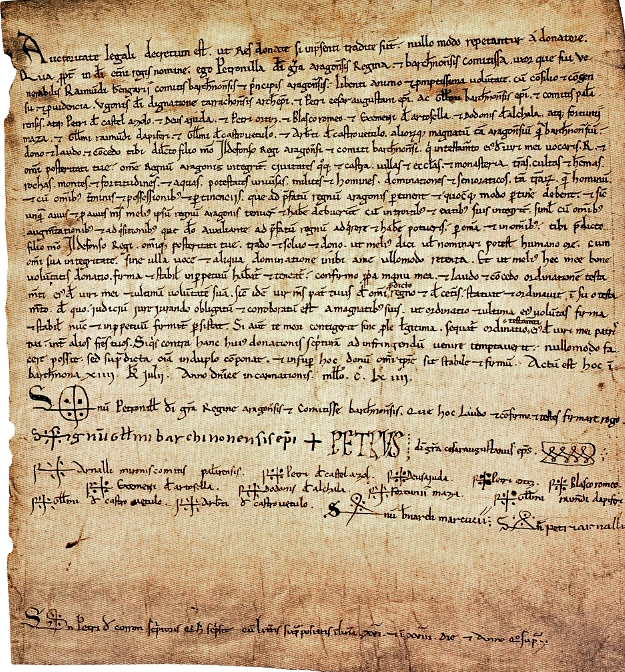
Petronila, «aragonensis regina et barchinonensis comitissa» (reina de Aragón y condesa de Barcelona), abdica en su hijo Alfonso «regi aragonensi et comiti barchinonensi» (el reino de Aragón y el condado de Barcelona). En Barcelona, a 18 de junio de 1164.

En 1164, dos años después de la muerte Ramón Berenguer, en una asamblea celebrada en Barcelona el 18 de junio Petronila hizo donación formal a su hijo primogénito (con el nombre de Alfonso; el de Ramón pasaría a su hermano Pere) de todo lo que el testamento de su marido le había otorgado. Según Percy Ernst Schramm, «por razones legales, este acto no habría sido necesario, ya que su marido había dejado su reino directamente a los hijos y a ella solo le había asignado la viudedad... Es evidente que los aragoneses lo aprovecharon para dejar asentado el hecho de que, desde que Ramiro II volvió al monasterio, la soberana de Aragón había sido Petronila, y por eso ella, y no su marido, traspasaba el reino al hijo». Anaïs Waas, sin embargo, no lo considera una simple formalidad y destaca que en la donación a su hijo del reino de Aragón añade la frase «sin que yo retenga ninguna voz ni ningún otro poder», lo que según Waas «da a entender que hasta aquel momento esta reina propietaria de Aragón sí que tenía voz y poder». Lo cierto fue que a partir de entonces Petronila viviría apartada de la vida política —solo se conoce un documento, fechado en 1168, en que aparece su signum, aunque no su nombre— hasta que el 13 de octubre de 1173 hizo testamento, en el que volvió a confirmar la donación de Aragón a su hijo Alfonso, y murió dos días después. Pidió ser enterrada en la catedral de Barcelona.

## Descendientes
Del matrimonio con Ramón Berenguer IV tuvo a:
- Un hija o un hijo nacido en 1152 y que moriría poco después. Se sabe de su existencia por el testamento dado por Petronila el 4 de abril de 1152 jacens et in partu laborans apud Barchinonam ('encamada y con dolores de parto, en Barcelona').[65][66][67]
- Ramón Berenguer, quien después de la muerte de su padre, al que sucedería como conde de Barcelona y rey de Aragón, se le cambió el nombre por el de Alfonso. Según el Chronicon Dertusense II habría nacido en 1154, pero Antonio Ubieto Arteta ha retrasado la fecha de nacimiento a 1158.[65][40]
- Pere (1158-1181), quien en 1173 será nombrado conde de Provenza por su hermano Alfonso, como Ramón Berenguer IV de Provenza.
- Dulce (1160-1198), casada en 1175 con el rey Sancho I de Portugal.
- Sancho (1161-1223), conde de Cerdaña desde 1168, y de Provenza entre 1181 y 1184.[68]